# Resolució 2194 del Consell de Seguretat de les Nacions Unides
La Resolució 2194 del Consell de Seguretat de les Nacions Unides fou adoptada per unanimitat el 18 de desembre de 2014. El Consell va ampliar el mandat de sis jutges, del president i del fiscal del Tribunal Penal Internacional per a Ruanda.

## Contingut
El Tribunal per a Ruanda, fundat el 8 de novembre de 1994, ara complia vint anys. De nou sospitosos reclamats pel tribunal no se'n trobava rastre. També va continuar mantenint una alta rotació de personal. El 2010 es va decidir que el tribunal havia de completar els treballs abans de finals de 2014, però aquesta data no es va complir. Per tant, els següents magistrats van renovar el seu mandat:
Fins al 31 de juliol de 2015:
- Mehmet Güney
- William Sekule

Fins al 31 de desembre de 2015:
- Mandiaye Niang
- Khalida Khan
- Arlette Ramaroson
- Bachtiejar Toezmoechamedov

A més, el mandat de Vagn Joensen, president del tribunal, fou ampliat fins al 31 de desembre de 2015, i el del fiscal, Hassan Bubacar Jallow, per un termini de l'1 de gener al 31 de desembre de 2015.